# Distretto di Kangra
Il distretto di Kangra è un distretto dell'Himachal Pradesh, in India, di 1 338 536 abitanti. Il suo capoluogo è Dharamsala.